# John Cockcroft
John Cockcroft ili punim imenom John Douglas Cockcroft (Todmorden, Ujedinjeno Kraljevstvo, 27. maja 1897. – Cambridge, 18. rujna 1967.), engleski nuklearni fizičar. Profesor u Cambridgeu. Isprva radio s E. Rutherfordom i P. L. Kapicom. S E. T. S. Waltonom prvi (1932.) izazvao raspadanje atomske jezgre s pomoću umjetno ubrzanih čestica. Za Drugog svjetskog rata radio na istraživanjima radara i na proizvodnji atomske bombe u Kanadi. Po povratku u Englesku (1946.) direktor atomskoga centra u Harwelu (eng. Atomic Energy Research Establishment ili AERE). S Ernestom Waltonom podijelio Nobelovu nagradu za fiziku 1951. Ipak je najpoznatiji po suradnji s irskim fizičarem Ernestom Waltonom, kada su 1932. prvi izveli „cijepanje” atoma litija nuklearnom reakcijom koristeći ubrzane čestice, odnosno protone. Zajedno su sagradili i Cockroft-Waltonovog akcelerator čestica.

## Životopis
John Cockcroft se školovao u rodnom Todmordenu, a kasnije je studirao matematiku u Manchesteru. Od 1915. do 1918. je sudjelovao u Prvom svjetskom ratu u topništvu. Poslije rata je nastavio školovanje u Cambridgeu. 1924. je počeo značajnu suradnju s Ernestom Rutherfordom.
John Cockcroft se oženio 1925. s Eunice Elizabeth Crabtree, a imali su jednog sina i četiri kćeri.

### Istraživački rad
John Cockcroft i Ernest Walton su došli na ideju da se protoni, koji se mogu dobiti ionizacijom vodika pri električnom pražnjenju u vakuumskoj cijevi, mogu pod utjecajem električnog polja visokog napona, ubrzavati i vidu usmjerenih zraka usmjeriti k elementima, da bi se dobila nuklearna reakcija i pretvorba u nove kemijske elemente. 1932. su izveli poznati pokus, kada su bombardiranjem atoma litija s protonima, uspjeli ih razdvojiti u dvije alfa-čestice, s akceleratorom čestica, koji je konstruirao Leo Szilard. Brzi protoni su ubrzani pod naponom od 125 000 V, a alfa-čestice su uočene scintilacijom na zaslonu od cinkovog sulfida (ZnS). To je bio prvi eksperimentalni dokaz pretvorbe kemijske tvari u energiju i tada je prvi puta uočen gubitak ili defekt mase. Taj pokus je popularno nazvan „cijepanje” atoma.
Nakon tog pokusa, Cockcroft i Walton su nastavili zajedničku suradnju na usavršavanju akceleratora čestica, pa je nastao Cockroft-Waltonovog akcelerator čestica. Na njemu su se mogle dobiti nuklearne čestice velike energije, a sastojao se od niza kondenzatora jednakog kapaciteta i ispravljačkih elektronskih cijevi, koje se povezuju paralelno ili serijski, a služile su kao ventili jer su propuštali električnu struju samo u jednom smjeru. Ovaj uređaj se naziva još kaskadni generator ili naponski multiplikator. Mogao je stvarati napon i do 800 000 V. Jedan uređaj se nalazi i u Institutu Ruđer Bošković.

## Windscalska nesreća
Za vrijeme Drugog svjetskog rata, John Cockcroft je radio na razvoju radara. Nakon Drugog svjetskog rata bio je na čelu britanske organizacije za istraživanje atomske energije (engl. Atomic Energy Research Establishment - AERE). U to vrijeme je izgraden prvi britanski nuklearni reaktor Windscale.
1957. izbio je požar u nuklearno reaktoru Windscale. Vatra je nastala zbog propusta u kontroli temperature grafitnog usporivaču neutrona ili moderatoru. Došlo je do radioaktivnog zagađenja atmosfere koje je moglo postati još gore. Najgore je bilo što se rješenje krize nije naziralo. Ugasi li se požar vodom, postoji još veći rizik, jer bi reaktor mogao postati nuklearna bomba. S druge strane jednako loše rješenje je bilo pustiti reaktor da izgori do kraja. Odabrana je prva mogućnost. Nakon brojnih pokušaja vatra je ugašena, ali oblak otrovnih čestica već se proširio.
Windscalska nesreća je dugo bila obavijena velom tajne. Tek je nedavno otkriveno kakve je moguće posljedice mogao imati. Prema najnovijem istraživanju, koje je BBC objavio, u toku Windscalkog požara proizvedeno je dvostruko više radioaktivnog materijala nego što se ispočetka mislilo. Broj slučajeva raka uzrokovanih ovom nesrećom ispočetka se procjenjivao na 200, no prema najnovijem istraživanju smatra se da je 240 osoba oboljelo zbog toga. Nitko nije evakuiran s tog područja, ali zbog brige da bi mlijeko od lokalnih krava moglo biti zagađeno u narednih mjesec dana je uništavano mlijeko s područja 500 kilometara kvadratnih u krugu mjesta nesreće. 
Panike u javnosti nije bilo, vjerojatno zato što nitko nije bio svjestan kakve su mogle biti posljedice. Stručnjaci su upozoravali na mogućnost nesreće i prije katastrofe. Zbog želje za posjedovanjem atomske bombe, vladajući su političari i vojska ignorirali ta upozorenja. Britanija je silno željela držati korak sa svjetskim silama u naoružanju, a to je bilo otežano nakon što je američka vlada zakonom zabranila odavanje informacija o svojem nuklearnom programu ostalim zemljama. Britanski političari dugo su tajili prave razloge incidenta od američkih saveznika. Dugih 50 godina u službenom izvještaju stajalo je da su glavni krivci za nesreću upravo oni ljudi koji su riskirali živote kako bi ugasili vatru.
Prema procjenama to je bila četvrta najteža nuklearna nesreća u povijesti.